# Naturschutzgebiet Hangwälder des Olsberges
Das Naturschutzgebiet Hangwälder des Olsberges mit einer Größe von 168,9 ha liegt südlich bzw. südöstlich von Olsberg im Hochsauerlandkreis. Das Gebiet wurde 2004 mit dem Landschaftsplan Olsberg durch den Hochsauerlandkreis als Naturschutzgebiet (NSG) ausgewiesen. Das NSG besteht aus drei Teilflächen. Zwei Teilflächen liegen am Westhang des 715 m hohen Heidkopfs (Lage – Teilfläche Nord; Lage – Teilfläche Süd), während die dritte größte Fläche am Osthang des 703 m hohen Olsberg liegt (Lage – Teilfläche Osthang).

## Gebietsbeschreibung
Beim NSG handelt es sich um ein Waldgebiet mit Hainsimsen-Rotbuchenwäldern. Auch kleinere Bereiche mit Sumpfwald, Schluchtwald, Schatthangwäldern und auch Fichtenbereiche und Buchen-Fichten-Mischwald gehören zum NSG. Die Schluchtwaldbestände bestehen aus Rotbuchen und Bergahorn mit einer dichten Krautschicht dominiert von Silberblatt und Bergahorn-Jungwuchs. Beim Sumpfwald handelt es sich um Bruchwald-Fragment im Osten des NSG die entwässert werden und nur noch wechselnass sind, jedoch stellenweise quellig durchsickert. Die Baumschicht besteht aus vielstämmigen Erlen. Es gibt Sumpfquellen und Quellbäche im Ostbereich des NSG. Das Bachsystem der Luermecke verläuft in einem schluchtwaldartigen Buchenwald. Vier Fels-Komplexe die bis zu 8 m aufragen mit Schluchtwald befinden sich im Norden und Süden. Stellenweise bedecken Farne und dichte Moosdecken die Felsbänder.
Das NSG stellt einen arten- und strukturreichen, landschaftsraumtypischen und in dieser Ausprägung und Flächengröße seltenen Biotopkomplex da.

## Schutzzweck
Im NSG soll der dortige Waldgebiet geschützt werden. Wie bei allen Naturschutzgebieten in Deutschland wurde in der Schutzausweisung darauf hingewiesen, dass das Gebiet „wegen der Seltenheit, besonderen Eigenart und Schönheit des Gebietes“ zum Naturschutzgebiet wurde.